# Tlauh
Tlauh  (in arabo الطلوح‎?) è un centro abitato e comune rurale del Marocco situato nella provincia di Rehamna, regione di Marrakech-Safi. Conta una popolazione di 9 932 abitanti (censimento 2014).